# A Real Live Dolly
A Real Live Dolly es el primer álbum en directo de Dolly Parton, publicado en julio de 1970. Este compacto fue grabado el 25 de abril de 1970 en un concierto que realizó la artista en Tennessee, Estados Unidos.

## Lista de canciones
1. "Wabash Cannonball" - 1:51
2. "You Gotta Be My Baby" - 2:10
3. "Tall Man" - 1:32
4. "Dumb Blonde / Something Fishy / Put It Off Until Tomorrow" - 4:00
5. "My Blue Ridge Mountain Boy" - 3:41
6. "Y'all Come" - 2:25
7. "Bloody Bones (A Story for Kids)" - 3:35
8. "Run That By Me One More Time" (con Porter Wagoner) - 3:15
9. "Jeannie's Afraid Of The Dark" (con Porter Wagoner) - 3:00
10. "Tomorrow Is Forever" (con Porter Wagoner) - 2:30
11. "Two Sides To Every Story" (con Porter Wagoner) - 1:44
12. "How Great Thou Art" - 4:30

## Listas
| Lista de popularidad (1970) | Máx. Pos. |
| --------------------------- | --------- |
| El Billboard 200            | 154       |
| U.S. Top Country Albums     | 32        |